# Ficarazzi
Ficarazzi – miejscowość i gmina we Włoszech, w regionie Sycylia, w prowincji Palermo.
Według danych na rok 2004 gminę zamieszkiwało 9415 osób, 3138,3 os./km².